# Ancey
Ancey – miejscowość i gmina we Francji, w regionie Burgundia-Franche-Comté, w departamencie Côte-d’Or.
Według danych na rok 2018 gminę zamieszkiwały 453 osoby, a gęstość zaludnienia wynosiła 53 osób/km² (wśród 2044 gmin Burgundii Ancey plasuje się na 617. miejscu pod względem liczby ludności, natomiast pod względem powierzchni na miejscu 1016.).

## Demografia
Ludność według grup wiekowych:
| Wiek            | 2007 | %    | 2012 | %    | 2017 | %    |
| --------------- | ---- | ---- | ---- | ---- | ---- | ---- |
| 0 - 14 lat      | 84   | 22,3 | 108  | 27   | 116  | 26,2 |
| 15 - 29 lat     | 56   | 14,9 | 40   | 10   | 39   | 8,9  |
| 30 - 44 lat     | 98   | 26   | 113  | 28,1 | 121  | 27,3 |
| 45 - 59 lat     | 90   | 23,9 | 90   | 22,3 | 101  | 22,9 |
| 60 - 74 lat     | 29   | 7,7  | 37   | 9,3  | 54   | 12,2 |
| 75 lat i więcej | 20   | 5,3  | 13   | 3,3  | 11   | 2,4  |

Ludność historyczna:
| Rok  | Populacja | Rok  | Populacja |
| ---- | --------- | ---- | --------- |
| 1793 | 397       | 1906 | 405       |
| 1800 | 414       | 1911 | 359       |
| 1806 | 427       | 1921 | 295       |
| 1821 | 475       | 1926 | 351       |
| 1836 | 474       | 1931 | 371       |
| 1841 | 526       | 1936 | 335       |
| 1846 | 533       | 1946 | 298       |
| 1851 | 594       | 1954 | 284       |
| 1856 | 459       | 1962 | 246       |
| 1861 | 456       | 1968 | 244       |
| 1866 | 478       | 1975 | 217       |
| 1872 | 380       | 1982 | 254       |
| 1876 | 415       | 1990 | 297       |
| 1881 | 382       | 1999 | 345       |
| 1886 | 380       | 2007 | 377       |
| 1891 | 414       | 2012 | 402       |
| 1896 | 399       | 2017 | 442       |
| 1901 | 387       | 2018 | 453       |

## Zabytki
Gmina posiada wiele obiektów wpisanych do rejestru zabytków:
| - Dom wiejski (1) (1623) - Dom wiejski (2) (1760) - Dom wiejski (3) (1815) - Dom wiejski (4) (XVIII wiek) - Dom wiejski (5) (1790) - Dom (1) (1769) - Dom (2) (1781) - Dom (3) (XVIII wiek) - Dom (4) (XVIII wiek) - Dom (5) (XIX wiek) | - Dom (6) (XIX wiek) - Dom (7) (XVIII wiek) - Dom (8) (XIX wiek) - Dom (9) (1846) - Dom przy ulicy Rue d'Amont (XIX wiek) - Dom (10) (XVIII wiek) - Dom (11) (XIX wiek) - Dom (12) (XVIII wiek) - Dom przy ulicy Chemin de Panges (1824) - Domy i gospodarstwa (XVII – XIX wiek) |

Do rejestru wpisane są też trzy kościoły:
- Krzyż przydrożny przy ulicy Route de Mâlain (1810)[24]

- Krzyż monumentalny (XIX wiek)[25]

- Kościół parafialny Narodzenia Pańskiego (1545)[26]

Kościół zawiera wiele pozycji, które są zarejestrowane jako obiekty historyczne:
- Relikwiarz świętej Brygidy (XVI wiek)[27][28]
- Tablica pamiątkowa (1787)[29]
- Zestaw 2 Krzyży Konsekracyjnych (XVI wiek)[30]
- Freski: Pokłon Trzech Króli (XVI wiek)[31]
- Stragany, panele częściowo kryjące, stół warsztatowy, drzwi (1791)[32]
- Statuetka: Dziewica i dziecko (XVIII wiek)[33]
- Statuetka: święty Wincent (XIX wiek)[34]
- Krzyż procesyjny (XVIII wiek)[35]
- Statuetka: świętej Brygidy (XVII wiek)[36]
- 2 Obrazy: Pokłon pasterzy i pokłon Trzech Króli (1654)[37]
- Statuetka: święty biskup (XVII wiek)[38]
- Statuetka: Dziewica i dziecko (XVIII wiek)[39]
- Konfesjonał (XIX wiek)[40]
- Ambona (XVIII wiek)[41]
- Meble kościoła parafialnego Narodzenia Pańskiego[42]
- Obraz: Dziewica Wniebowzięcia (XIX wiek)[43]
- Ołtarz i tabernakulum[44]